# 피트 스몰스 이즈 데드
피트 스몰스 이즈 데드(Pete Smalls Is Dead)는 미국에서 제작된 알렉산드리 록웰 감독의 2010년 코미디, 범죄 영화이다. 피터 딘클리지 등이 주연으로 출연하였고 플로이드 바이아스 등이 제작에 참여하였다.

## 출연

### 주연
- 피터 딘클리지
- 마크 분 주니어

### 조연
- 토드 베리
- 스티브 부세미
- 세이무어 카셀
- 리치 코스터
- 레나 헤디
- 마이클 히치콕
- 팀 로스
- 테레사 웨이만
- 로지 페레즈
- 에밀리 라이오스
- 마이클 러너
- 데이빗 프로벌
- 스티븐 랜다조
- 에스더 캐너터
- 에드먼드 초이
- 마틴 윌리엄 해리스
- 필립 허쉬
- 캐롤 케인
- 조이 컨
- 토니 롱고
- 맷 머피
- 피터 오레리
- 아트 로버츠
- 프랭클린 룰
- 테자스 샤
- 시마즈 테루미
- 테리 F. 스미스
- 제레미아 터너
- 로빈 본 아르스
- 제프 우드
- 존 모건 우드워드
- 마이클 A. 템플리턴

## 제작진
- 라인프로듀서: 댄 케스턴
- 미술: 알레산드로 마벨리
- 세트: 에이프릴 글로버
- 세트: 수지 맨시니
- 의상: 애니 로리 아브리엘
- 배역: 쉘리아 자프